# Jindřichov (vojenský újezd Hradiště)
Jindřichov (německy Heinersdorf) je zaniklá vesnice ve vojenském újezdu Hradiště v okrese Karlovy Vary. Stála v Doupovských horách asi 7,5 kilometru jihozápadně od Kadaně v nadmořské výšce okolo 570 metrů.

## Název
Název vesnice je odvozen ze středněhornoněmeckého jména Heinrich (Heimrich, kde slovo heim znamená dům). V historických pramenech se objevuje ve tvarech: henezdorf (1460), in henrychsdorffie (1488), Henrychsdorff (1593), Heinersdorf, Hannersdorf nebo Heinrichsdorf (1787), Hainersdorf (1846) a Heinersdorf (1854).

## Historie
První písemná zmínka o Jindřichově je z roku 1460, kdy byla vesnice uvedena v popisu panství hradu Egerberk, u něhož zůstala až do pobělohorských konfiskací. V roce 1623 vesnici koupil Kryštof Šimon Thun a připojil ji ke kláštereckému panství. Po třicetileté válce ve vsi podle berní ruly z roku 1654 žilo pět sedláků, šest chalupníků, jeden zahradník a jeden poddaný bez pozemků. Domy ve vesnici byly ve špatném stavu, obyvatelé pěstovali žito pro vlastní potřebu, ale hlavním zdrojem obživy býval chov dobytka a prodej dřeva v hutích nebo v Kadani.
Počet domů v Jindřichově vzrostl mezi lety 1787 a 1846 z 15 na třicet. Bydlelo v nich 192 obyvatel a ke vsi patřil také mlýn. V roce 1863 je uváděn malý panský dvůr a další 34 zemědělců, kteří na polích pěstovali brambory, pícniny a malé množství hrachu. Větší význam měly louky a pastviny.
Po zrušení patrimoniální správy se Jindřichov stal v roce 1850 obcí, ale roku 1869 už byl osadou Radnice, kde bylo také sídlo farnosti, pošta a škola. Na návsi stála u rybníka kaple Panny Marie Pomocné. Ze služeb byly v roce 1914 k dispozici obchod a dvě hospody. Část lidí pracovala také v blízkém kamenolomu. Po druhé světové válce došlo k vysídlení Němců, ale vyprázdněnou vesnici se podařilo částečně dosídlit: v roce 1947 měla 68 obyvatel. Jindřichov zanikl vysídlením v důsledku zřízení vojenského újezdu. Úředně byla vesnice zrušena k 15. květnu 1954.

## Přírodní poměry
Jindřichov stával v katastrálním území Žďár u Hradiště v okrese Karlovy Vary, asi 2,5 kilometru severozápadně od Kojetína. Nacházel se v nadmořské výšce okolo 570 metrů v údolí sevřeném vrchy Plešivec (661 metrů), Na Skalce (699 metrů) a U Dubiny (758 metrů). Oblast leží v severní části Doupovských hor, konkrétně v jejich okrsku Jehličenská hornatina. Půdní pokryv tvoří v širším okolí kambizem eutrofní. Okolo místa, kde vesnice stávala, protéká Jindřichovský potok, který se dále na sever vlévá do Donínského potoka.
V rámci Quittovy klasifikace podnebí se Jindřichov nacházel v chladné oblasti CH7, pro kterou jsou typické průměrné teploty −3 až −4 °C v lednu a 15–16 °C v červenci. Roční úhrn srážek dosahuje 850–1000 milimetrů, sníh zde leží 100–120 dní v roce. Mrazových dnů bývá 140–160, zatímco letních dnů jen 10–30.

## Obyvatelstvo
Při sčítání lidu v roce 1921 zde žilo 174 obyvatel (z toho 87 mužů), kteří byli kromě jednoho cizince německé národnosti. Až na šest evangelíků byli členy římskokatolické církve. Podle sčítání lidu z roku 1930 měla vesnice 134 obyvatel německé národnosti, kteří se s výjimkou jednoho evangelíka hlásili k římskokatolické církvi.
|           | 1869 | 1880 | 1890 | 1900 | 1910 | 1921 | 1930 | 1950 |
| --------- | ---- | ---- | ---- | ---- | ---- | ---- | ---- | ---- |
| Obyvatelé | 186  | 193  | 185  | 170  | 180  | 185  | 154  | 54   |
| Domy      | 29   | 31   | 31   | 35   | 36   | 36   | 33   | 33   |